# Colorado Ultraviolet Transit Experiment
Colorado Ultraviolet Transit Experiment (CUTE) est un petit télescope spatial dans l'ultraviolet qui a pour objectif d'étudier une sélection d'exoplanètes.  C'est un CubeSat 6U financé par la NASA. Il est conçu et construit par le Laboratoire de physique atmosphérique et spatiale (LASP) de l'Université du Colorado à Boulder pour un coût d'environ 4 millions de dollars. 
Il est lancé par un lanceur Atlas V en compagnie de Landsat 9 le 27 septembre 2021. Il doit être opérationnel 7 mois environ et étudier l'atmosphère d'au moins 10 exoplanètes de type Jupiter chaud lors des transits devant leur étoile.
CUTE peut réaliser des mesures dans l'ultraviolet proche (255-330 nm) et réalise des spectroscopies basse résolution de traceurs atmosphériques (Fe II, Mg II, Mg I, OH).
La caméra UV fait 2048 x 515 pixels détectant le spectre dans la longueur du capteur. La largeur de 515 pixels offre une tolérance aux détériorations du capteur. 
C'est la première fois qu'un Cubesat scrute des mondes lointains, cette mission est donc aussi un test pour démontrer les capacités de ces petits satellites.